# Станфілд (Аризона)
Станфілд (англ. Stanfield) — переписна місцевість (CDP) в США, в окрузі Пінал штату Аризона. Населення — 558 осіб (2020).

## Географія
Станфілд розташований за координатами 32°52′46″ пн. ш. 111°57′46″ зх. д. / 32.87944° пн. ш. 111.96278° зх. д. (32.879365, -111.962771).  За даними Бюро перепису населення США в 2010 році переписна місцевість мала площу 10,22 км², з яких 10,20 км² — суходіл та 0,02 км² — водойми.

## Демографія
Згідно з переписом 2010 року, у переписній місцевості мешкало 740 осіб у 196 домогосподарствах у складі 154 родин. Густота населення становила 72 особи/км².  Було 222 помешкання (22/км²).
Расовий склад населення:
| - 35,4 % — білих - 8,6 % — корінних американців - 3,5 % — чорних або афроамериканців - 1,6 % — азіатів - 47,6 % — осіб інших рас |

До двох чи більше рас належало 3,2 %. Частка іспаномовних становила 66,1 % від усіх жителів.
За віковим діапазоном населення розподілялося таким чином: 37,3 % — особи молодші 18 років, 55,7 % — особи у віці 18—64 років, 7,0 % — особи у віці 65 років та старші. Медіана віку мешканця становила 27,4 року. На 100 осіб жіночої статі у переписній місцевості припадало 93,2 чоловіків;  на 100 жінок у віці від 18 років та старших — 90,9 чоловіків також старших 18 років.
Цивільне працевлаштоване населення становило 71 осіб. Основні галузі зайнятості: роздрібна торгівля — 35,2 %, мистецтво, розваги та відпочинок — 31,0 %.